# Legions of War
Legions of War – album kompilacyjny black metalowej norweskiej grupy Mayhem wydany w 2003 roku. Materiał ten składa się z nagrań - Grand Declaration of War (Dysk 1) oraz European Legions (Dysk 2).

## Lista utworów
| CD 1 | CD 1                                             | CD 1    |
| Nr   | Tytuł utworu                                     | Długość |
| ---- | ------------------------------------------------ | ------- |
| 1.   | „A Grand Declaration Of War”                     | 4:14    |
| 2.   | „In The Lies Where Upon You Lay”                 | 5:59    |
| 3.   | „A Time To Die”                                  | 1:48    |
| 4.   | „View From Nihil (Part I of II)”                 | 3:04    |
| 5.   | „View From Nihil (Part II of II)”                | 1:16    |
| 6.   | „A Bloodsword And A Colder Sun (Part I of II)”   | 0:33    |
| 7.   | „A Bloodsword And A Colder Sun (Part II of II)”  | 4:27    |
| 8.   | „Crystalized Pain In Deconstruction”             | 4:09    |
| 9.   | „Completion In Science Of Agony (Part I of II)”  | 9:44    |
| 10.  | „To Daimonion (Part I of III)”                   | 3:25    |
| 11.  | „To Daimonion (Part II of III)”                  | 4:52    |
| 12.  | „To Daimonion (Part III of III)”                 | 0:07    |
| 13.  | „Completion In Science Of Agony (Part II of II)” | 2:14    |
|      |                                                  | 45:52   |

| CD 2 | CD 2                                                        | CD 2    |
| Nr   | Tytuł utworu                                                | Długość |
| ---- | ----------------------------------------------------------- | ------- |
| 1.   | „Silvester Anfang/Fall of Seraphs” (live)                   | 5:58    |
| 2.   | „Carnage” (live)                                            | 3:54    |
| 3.   | „View From Nihil” (live)                                    | 2:55    |
| 4.   | „To Daimonion” (live)                                       | 3:10    |
| 5.   | „Freezing Moon” (live)                                      | 6:13    |
| 6.   | „Chainsaw Gutsfuck” (live)                                  | 5:13    |
| 7.   | „Pure Fucking Armageddon” (live)                            | 1:25    |
| 8.   | „To Daimonion” (wersja reprodukcyjna)                       | 3:15    |
| 9.   | „View from Nihil” (wersja reprodukcyjna)                    | 2:58    |
| 10.  | „In The Lies Where Upon You Lay” (wersja reprodukcyjna)     | 5:56    |
| 11.  | „Crystalized Pain In Deconstruction” (wersja reprodukcyjna) | 4:01    |
| 12.  | „Completion In Science Of Agony” (wersja reprodukcyjna)     | 2:09    |
|      |                                                             | 47:07   |

## Twórcy
- Maniac (Sven Erik Kristiansen) – śpiew
- Blasphemer (Rune Eriksen) – gitara elektryczna
- Necrobutcher (Jørn Stubberud) – gitara basowa
- Hellhammer (Jan Axel Blomberg) – perkusja